# پلیموث ساندنس

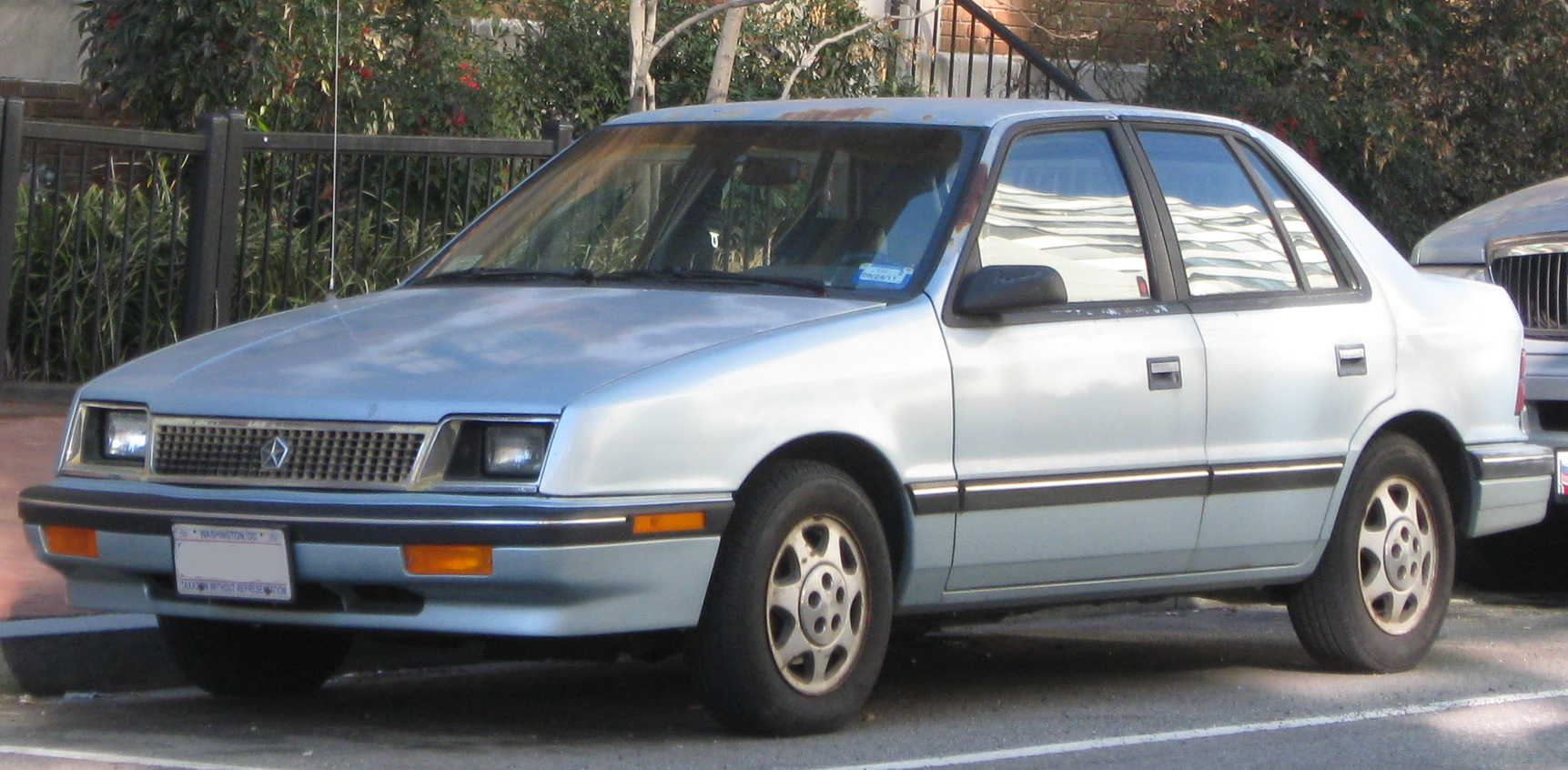

پلیموث ساندنس (Plymouth Sundance) خودرویی است که در سال‌های ۱۹۸۷ تا ۱۹۹۴تولید شده‌است. طراحی آن خودروهای موتور جلو-محور جلو و سیستم جعبه‌دندهٔ آن ۴ دنده به دو صورت خودکار و دستی است.